# Curt Benckert
Curt Ragnar Benckert, född 8 augusti 1887, död 28 november 1950, var en svensk tennisspelare. Han tävlade i herrarnas singel och dubbel under OS 1912 och slutade på en femteplats i både inomhusdubbeln och utomhusdubbeln tillsammans med Wollmar Boström. Men placeringen fick de inte genom egna meriter, utan genom lottning och walkover.
Benckert har också en SM-titel, i mixad dubbel inomhus tillsammans med Margareta Cederschiöld.
Benckert var son till läkaren Carl Henric Benckert och bror till läkaren Henric Benckert.